# Isopterygium aptychopsis
Isopterygium aptychopsis là một loài Rêu trong họ Hypnaceae. Loài này được (Müll. Hal.) Broth. mô tả khoa học đầu tiên năm 1898.